# 댄 민델
댄 민들(영어: Dan Mindel, 영어 발음: /ˈmɪndl/, 1958년 5월 27일 ~ )은 남아프리카 공화국 출신의 영화 촬영 기사이다. 200년대 초반부터 할리우드 대형 블록버스터 영화들의 카메라 연출을 맡아 왔는데, 감독별로 분류하여 토니 스콧의 《에너미 오브 스테이트》(1998), 《스파이 게임》(2001), J. J. 에이브럼스의 《미션 임파서블 3》(2006), 《스타 트렉: 더 비기닝》(2009), 《스타 트렉 다크니스》(2013), 《스타워즈: 깨어난 포스》(2015), 앤드루 스탠턴의 《존 카터: 바숨 전쟁의 서막》(2012), 마크 웨브의 《어메이징 스파이더맨 2》(2014) 등의 대표작이 있다.

## 촬영 작품 목록

### 영화
| 연도 | 제목                             | 원제                             | 감독               | 비고 |
| ---- | -------------------------------- | -------------------------------- | ------------------ | ---- |
| 1996 | 리콘                             | Recon                            | 브렉 아이스너      |      |
| 1998 | 에너미 오브 스테이트             | Enemy of the State               | 토니 스콧          |      |
| 2000 | 상하이 눈                        | Shanghai Noon                    | 톰 데이            |      |
| 2000 | 샌드                             | Sand                             | 맷 팔미에리        |      |
| 2001 | 스파이 게임                      | Spy Game                         | 토니 스콧          |      |
| 2003 | 붙어야 산다                      | Stuck on You                     | 패럴리 형제        |      |
| 2005 | 도미노                           | Domino                           | 토니 스콧          |      |
| 2005 | 스켈리톤 키                      | The Skeleton Key                 | 이언 소프틀리      |      |
| 2006 | 미션 임파서블 3                  | Mission: Impossible III          | J. J. 에이브럼스   |      |
| 2009 | 스타 트렉: 더 비기닝             | Star Trek                        | J. J. 에이브럼스   |      |
| 2012 | 존 카터: 바숨 전쟁의 서막        | John Carter                      | 앤드루 스탠턴      |      |
| 2012 | 파괴자들                         | Savages                          | 올리버 스톤        |      |
| 2013 | 스타 트렉 다크니스               | Star Trek Into Darkness          | J. J. 에이브럼스   |      |
| 2014 | 어메이징 스파이더맨 2            | The Amazing Spider-Man 2         | 마크 웨브          |      |
| 2015 | 스타워즈: 깨어난 포스            | Star Wars: The Force Awakens     | J. J. 에이브럼스   |      |
| 2016 | 쥬랜더 리턴즈                    | Zoolander No. 2                  | 벤 스틸러          |      |
| 2018 | 퍼시픽 림: 업라이징              | Pacific Rim: Uprising            | 스티븐 S. 디나이트 |      |
| 2018 | 클로버필드 패러독스              | The Cloverfield Paradox          | 줄리어스 오나      |      |
| 2019 | 스타워즈: 라이즈 오브 스카이워커 | Star Wars: The Rise of Skywalker | J. J. 에이브럼스   |      |